# 亞歷山卓·皮沛諾
亞歷山卓·皮沛諾（義大利語：Alessandro Piperno，1972年3月25日—）是義大利小說家、文学批评家、歌手。

## 作品
- 《以最壞的意圖》（Con le peggiori intenzioni）